# Montserrat Gil Torné
Montserrat Gil Torné (9 de desembre de 1966) és una treballadora social i política andorrana que ha exercit com a Ministra de Salut, Benestar, Família i Habitatge, consellera general i Cònsol Major i consellera del Comú de Sant Julià de Lòria. El seu partit polític és Unió Laurediana (UL).
Fou elegida consellera general per la parròquia de Sant Julià de Lòria a les eleccions al Consell General de 2005, dins de les llistes del Partit Liberal d'Andorra (PLA), però va renunciar poc després en ser nomenada ministra de Salut, Benestar, Família i Habitatge l'any 2005 per l'aleshores Cap de Govern, Albert Pintat Santolària, fruit de l'època d'entesa entre el PLA i UL, cessant al càrrec l'any 2009 en dissoldre's el gabinet i convocant-se eleccions. Gil tornaria a ser reelegida consellera general per la seva parròquia a les eleccions al Consell General de 2009 com a membre d'UL dins de la Coalició Reformista, romanent a l'escó tota la legislatura. Finalment, Gil seria reelegida per tercera i darrera vegada consellera general per la circumscripció parroquial a les eleccions al Consell General de 2011 com a membre d'UL dins de les llistes de Demòcrates per Andorra (DA), però a l'octubre del mateix any abandonaria l'escó per tal de presentar-se com a cap de llista d'UL a les eleccions comunals de 2011. UL va obtindre majoria absoluta amb 10 dels 12 consellers comunals electes, obtenint Montserrat Gil la posició de Cònsol Major de Sant Julià de Lòria, càrrec que mantindria fins al 2015, on no es presentà a la reelecció i fou substituïda per Josep Miquel Vila Bastida, de Laurèdia en Comú (LC).
El 16 de febrer de 2017, Montserrat Gil va ser detinguda juntement amb qui fóra el seu Cònsol Menor, Manel Torrentallé Cairó, i l'interventor comunal lauredià, Josep Maria Altimir, en ser acusats tots tres per la fiscalia d'un delicte de malversació de fons públics i falsedat documental. Finalment, fou condemnada a dos anys de presó, dels quals 4 mesos serien en règim de semi-llibertat, havent d'anar a dormir a la presó de la Comella, on per bon comportament se li permutà la condemna per una monitorització a sa casa. L'any 2018 va ser imputada juntament amb altres alts funcionaris del SAAS per indicis de prevaricació als contractes d'ambulàncies per part del ministeri l'any 2007. A data de l'any 2022, Gil exercia com a cap de l'àrea sociosanitària del ministeri d'afers socials, joventut i igualtat, encapçalat per na Judith Pallarés Cortés.